# Syllepte vanbraekeli
Syllepte vanbraekeli is een vlinder uit de familie van de grasmotten (Crambidae). De wetenschappelijke naam van deze soort is voor het eerst voorgesteld door Antonie Johannes Theodorus Janse in een publicatie uit 1935.
De soort komt voor in Indonesië (West-Papoea).